# MAA-1 Piranha
El MAA-1 Piranha es el primer misil aire-aire desarrollado por Brasil para su Fuerza Aérea y Marina, con lo que se pretende reemplazar al misil AIM-9 Sidewinder. Es un misil de corto alcance de búsqueda infrarroja.

## Historia
Su desarrollo comenzó a mediados de los 1990s, pero el proyecto original fue creado a mediado de los 70's, alcanzando algún estado operacional en septiembre de 2002, coincidiendo con las últimas pruebas de desempeño por parte de la fabricante. El proyecto MAA-1 ha sido manejado por compañías brasileñas desde su introducción en los 1970s pero finalmente fue Mectron en los 90's que desarrolló el sistema de misiles MAA-1.

## Diseño
El MAA-1 Piranha es un misil aire-aire supersónico de corto alcance que descansa en una guía pasiva infrarroja que provienen primariamente desde el motor del blanco. El sensor infrarrojo tiene dos colores a discriminar para engañar las contramedidas infrarrojas (IRCM) desde el blanco y son suministrados por el grupo Denel Kentron de Sudáfrica. La maniobrabilidad del misil alcanza a los 50g. El Piranha es un misil "dispara y olvida" lo que significa que una vez disparado no necesita nuevos ingresos desde el lanzador para alcanzar el blanco, y un dispositivo láser es responsable por la detonación. Externamente es muy similar al misil aire-aire de Rafael Python 3 y la configuración aerodinámica es la misma.
Durante los 1990s Mectron hizo pruebas de misiles Piranha en aviones AT-26 Xavante, F-5 y Mirage III. El misil entró en servicio en los F-5E de la FAB en septiembre de 2002. La producción de los misiles comenzó en 2003 pero todavía no ha sido confirmado. El misil aire-aire Piranha ha sido integrado a los aviones de ataque táctico brasileños AMX pero podrían ser integrados a cualquier avión de las fuerzas brasileñas en el futuro.

## Versiones
- MAA-1A - conocido como "Piranha", en servicio.
- MAA-1B - conocido como "Piranha II", mejor alcance, mejor maniobrabilidad, nuevas medidas anti decepción, 80% "brasileño". El misil está en servicio.

## Reemplazo
Un acuerdo signado  entre la Fuerza Aérea Brasileña y la corporación sudafricana Denel Aerospace Systems (parte de Armscor) pretende producir bajo licencia el misil A-Darter, para reemplazar los Piranha, en los F-5BR, en 2015.

## Usuarios
Brasil
- Fuerza Aérea Brasileña
- Marina de Brasil

 Pakistán
- Fuerza Aérea de Pakistán - Un número desconocido de misiles MAA-1 Piranha fue entregado en junio de 2010. Una Carta de intención fue firmada por Pakistán para adquirir el MAA-1B Piranha.[2][3]